# Ермолаев, Виталий Яковлевич
Виталий Яковлевич Ермолаев (29 мая 1939 — 2 марта 2019) — генерал-майор ВС СССР и ВС РФ, начальник Воронежского высшего военного училища радиоэлектроники в 1986—1993 годах. Один из участников операции «Анадырь».

## Биография
Родился 29 мая 1939 года в посёлке Шумалинский Сиротинского района (ныне Шумилинский район) Витебской области. Учился в 1947—1957 годах в средней общеобразовательной школе города Минск. После окончания школы некоторое время работал на заводе оборонного значения, где выпускали радиоаппаратуру. В 1957 году поступил в Гомельское радиотехническое училище ПВО, которое окончил в 1964 году — с 1959 года училище базировалось в Красноярске, военный городок № 1. Был определён в подразделение, где проходили подготовку на радиоразведчика, что накладывало особый отпечаток на пропускной режим. После окончания училища начал проходить службу в Латвии, в воинской части в 118 км от Риги.
В 1962 году Ермолаев был одним из участников операции «Анадырь» по переброске на остров Куба советской военной группировки, включавшей ракетно-ядерные силы. По словам Виталия Яковлевича, военнослужащих везли «с закрытыми створками», позволяя выходить на палубу только по ночам, а в нижних трюмах находилась боевая техника, от которой исходили бензиновые испарения, что в атмосфере 50-градусной жары создавало невыносимую обстановку. Благодаря радиоперехвату новостей военнослужащие-радиоразведчики вскоре сумели понять, куда именно они направляются. На самой Кубе Ермолаев прослужил два года в 1962—1964 годах, будучи советником по ПВО и занимаясь подготовкой кубинских специалистов. Радиоразведчикам даже удалось встретиться с Эрнесто Че Геварой, который подарил разведчикам приёмник, три ящика пива и каждому вручил по комплекту кубинской военной формы.
Воинскую службу Ермолаев проходил в разных регионах СССР и за пределами Союза, в том числе в Монголии, Польше и Германии. Всего в его послужном списке было 15 мест службы без учётакомандировок. Прошёл путь от начальника станции в Прибалтийском военном округе и командира взвода до начальника управления РЭБ Группы советских войск в Германии — начальника управления РЭБ войск Западного направления. Окончил Военную академию имени М. В. Фрунзе в 1972 году, возглавлял службу РЭБ Дальневосточного военного округа в 1971—1978 годах, был начальником радиоэлектронной борьбы того же округа в 1972—1979 годах. Звание генерал-майора присвоено 29 октября 1984 года. В 1986—1993 годах — начальник Воронежского высшего военного училища радиоэлектроники.
Избран Депутатом Съезда народных депутатов РСФСР 18 марта 1990 года от избирательного округа № 333 (Ленинский территориальный избирательный округ) Воронежской области. С 3 июля 1990 года входил в Комитет Верховного Совета РСФСР по делам инвалидов, ветеранов войны и труда, социальной защите военнослужащих и членов их семей. Пребывал на этих постах до расформирования Верховного совета России.
В 1993—1997 годах был военным советником Министерства обороны Российской Федерации в Сирии. В 2008—2014 годах — председатель Совета ветеранов Ленинского района Воронежа.
Скончался 2 марта 2019 года в Воронеже после продолжительной болезни. Похоронен на Юго-Западном кладбище Воронежа.

## Семья
Отец — Яков Романович (8 октября 1914 — после 1985) — полковник, участник Великой Отечественной войны, награждён орденами и медалями.

## Награды
- Почётный гражданин Ленинского района города Воронеж (2017)